# František Gajdoš
František Gajdoš (* 10. října 1921, Budatín) je slovenský malíř a pedagog.
Vystudoval vídeňskou Akademii výtvarných umění a oddělení kresby a malby na Slovenské vysoké škole technické v Bratislavě. Jeho učitelem byl Ján Mudroch.
Působil v Bratislavě. Tam se věnoval se i pedagogické činnosti, mezi jeho žáky patřili např. Ladislav Čarný, Daniel Fischer, Ivan Chapčák, Svetozár Mydlo, Vladimír Ossif nebo Klára Bočkayová.
Tvořil zejména monumentální díla, některá jsou umístěná ve významných slovenských veřejných budovách. Několik maleb je ve sbírkách Slovenské národní galerie.

## Dílo
(výběr)

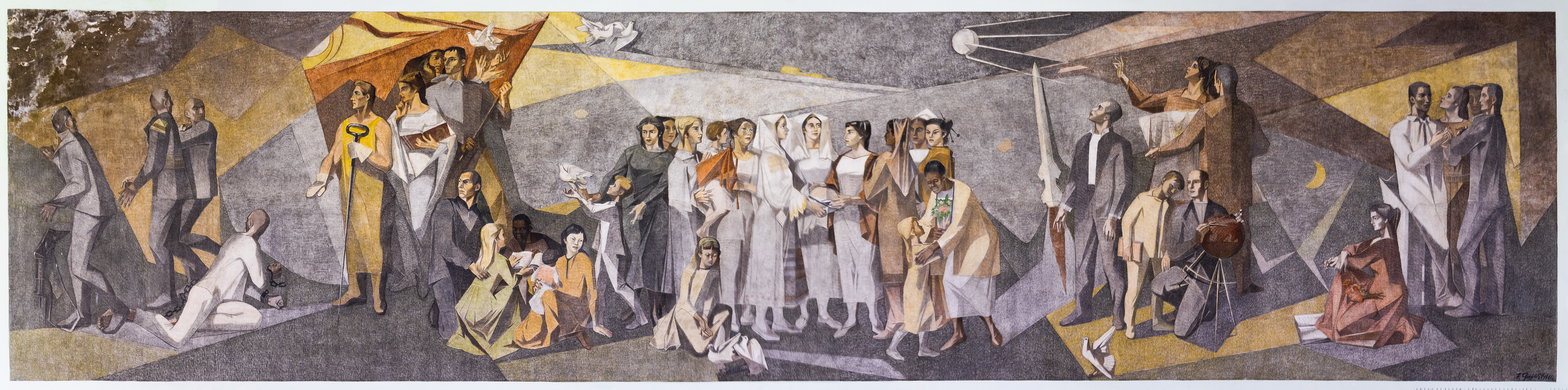
Freska Františka Gajdoše ve vestibulu hlavního nádraží v Bratislavě (1960)

- freska ve vestibulu hlavního nádraží v Bratislavě[4]
- nástropní malba a opona divadla P. Országha-Hviezdoslava v Bratislavě[4]
- opona divadla v Trnavě[4]

## Galerie

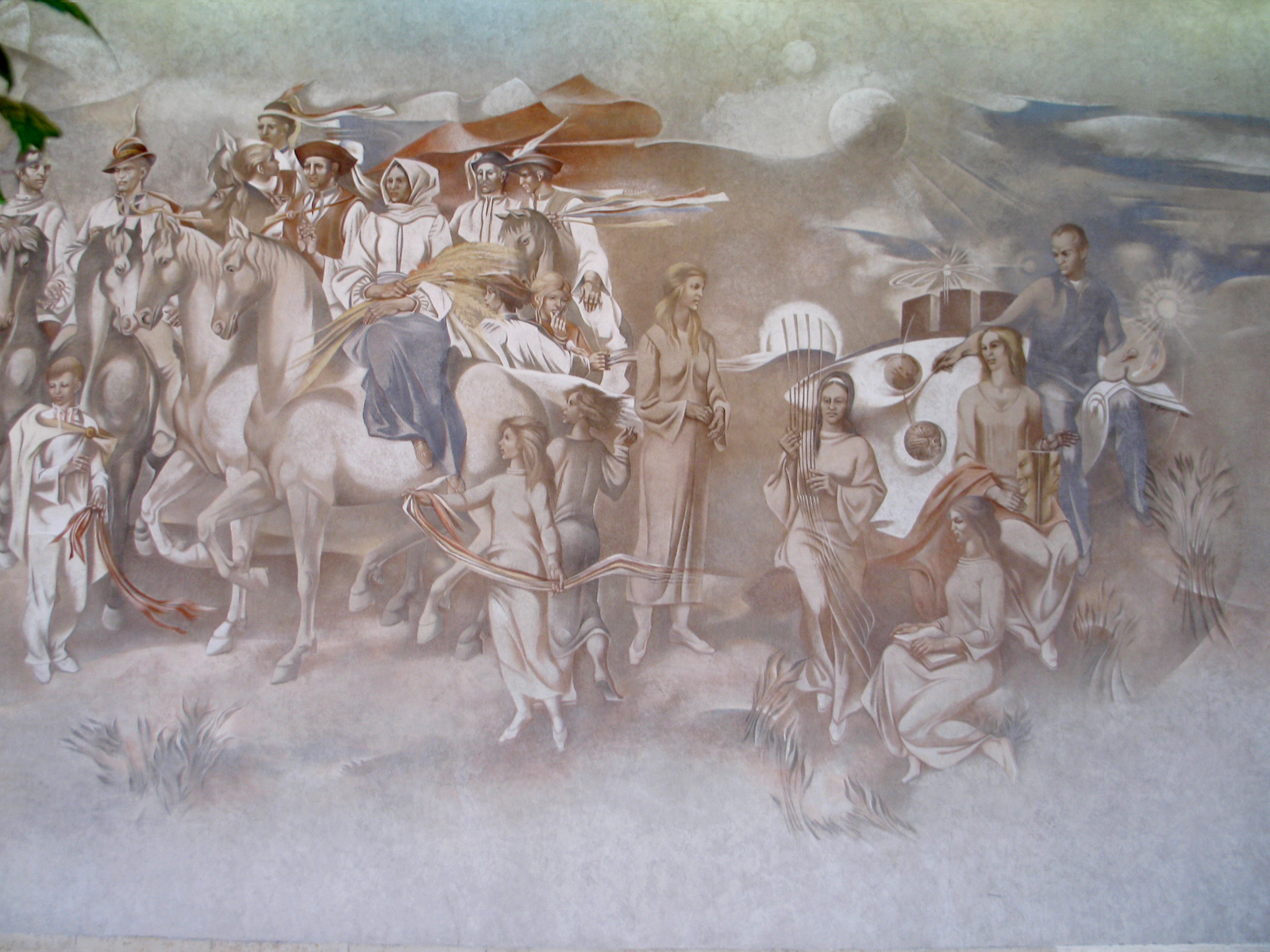
Freska v Domě armády v Trenčíně (1985)
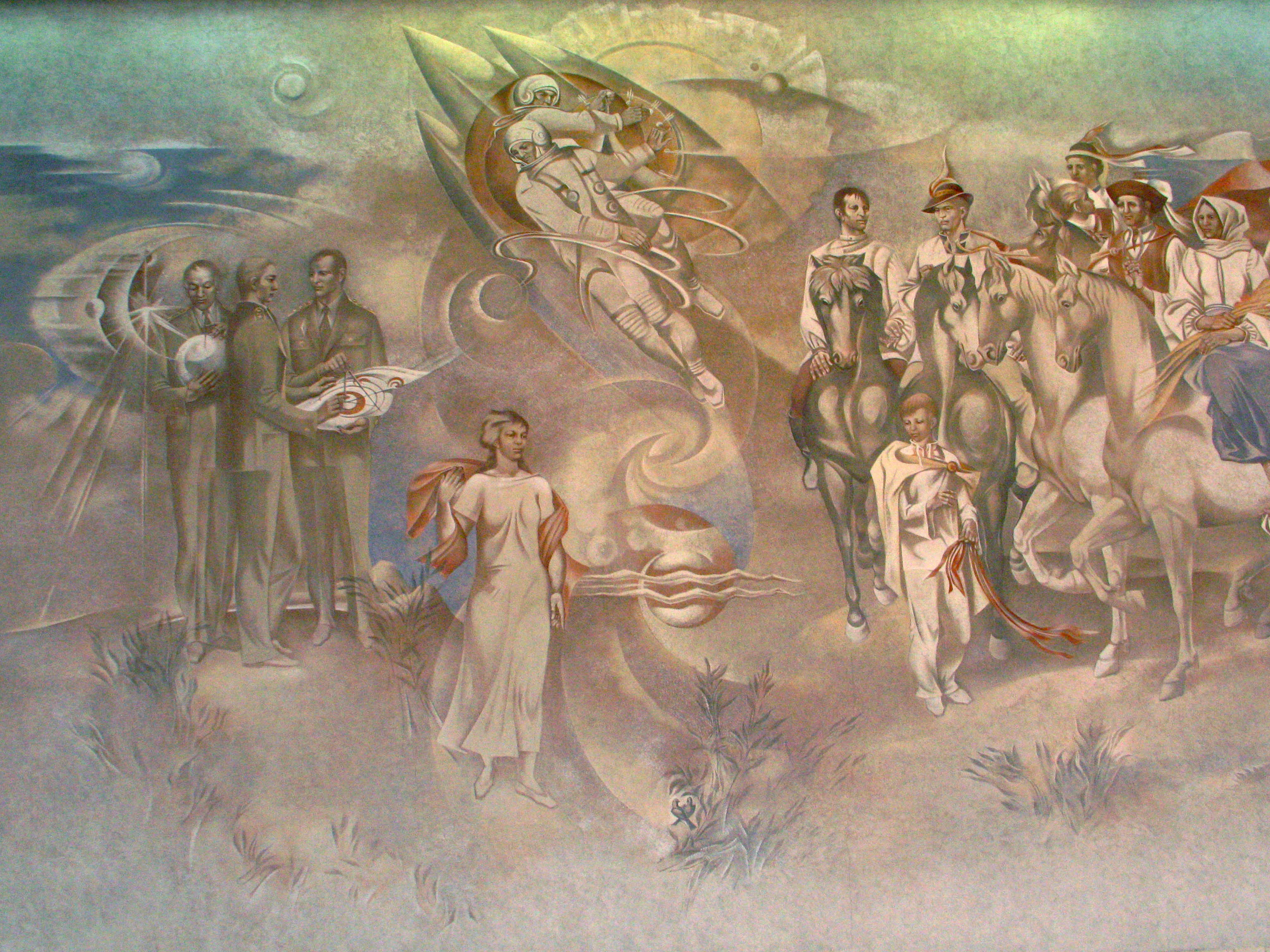
Freska v Domě armády v Trenčíně (1985)
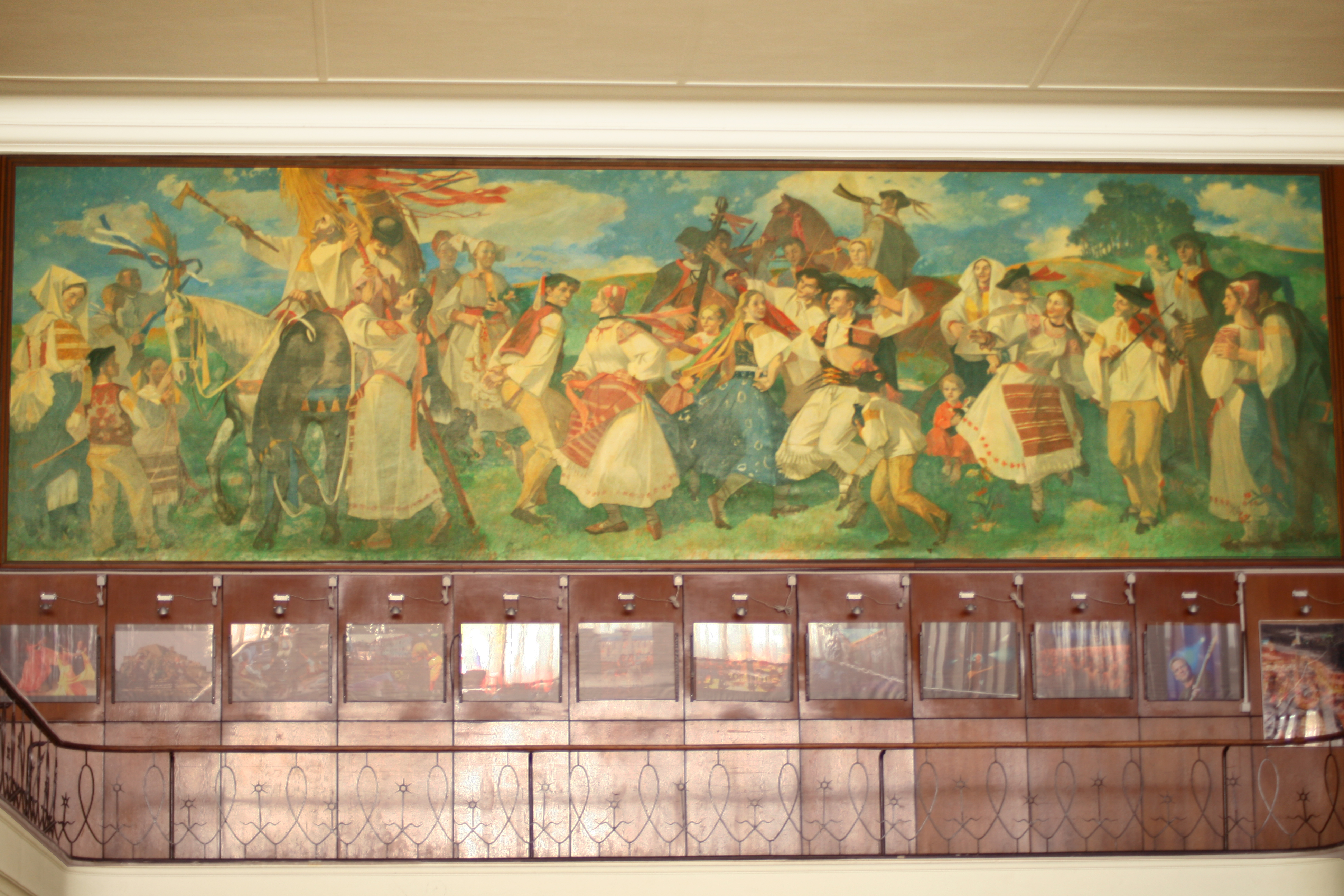
Freska Dožínky v bývalém Parku kultury a oddechu v Bratislavě (1959)
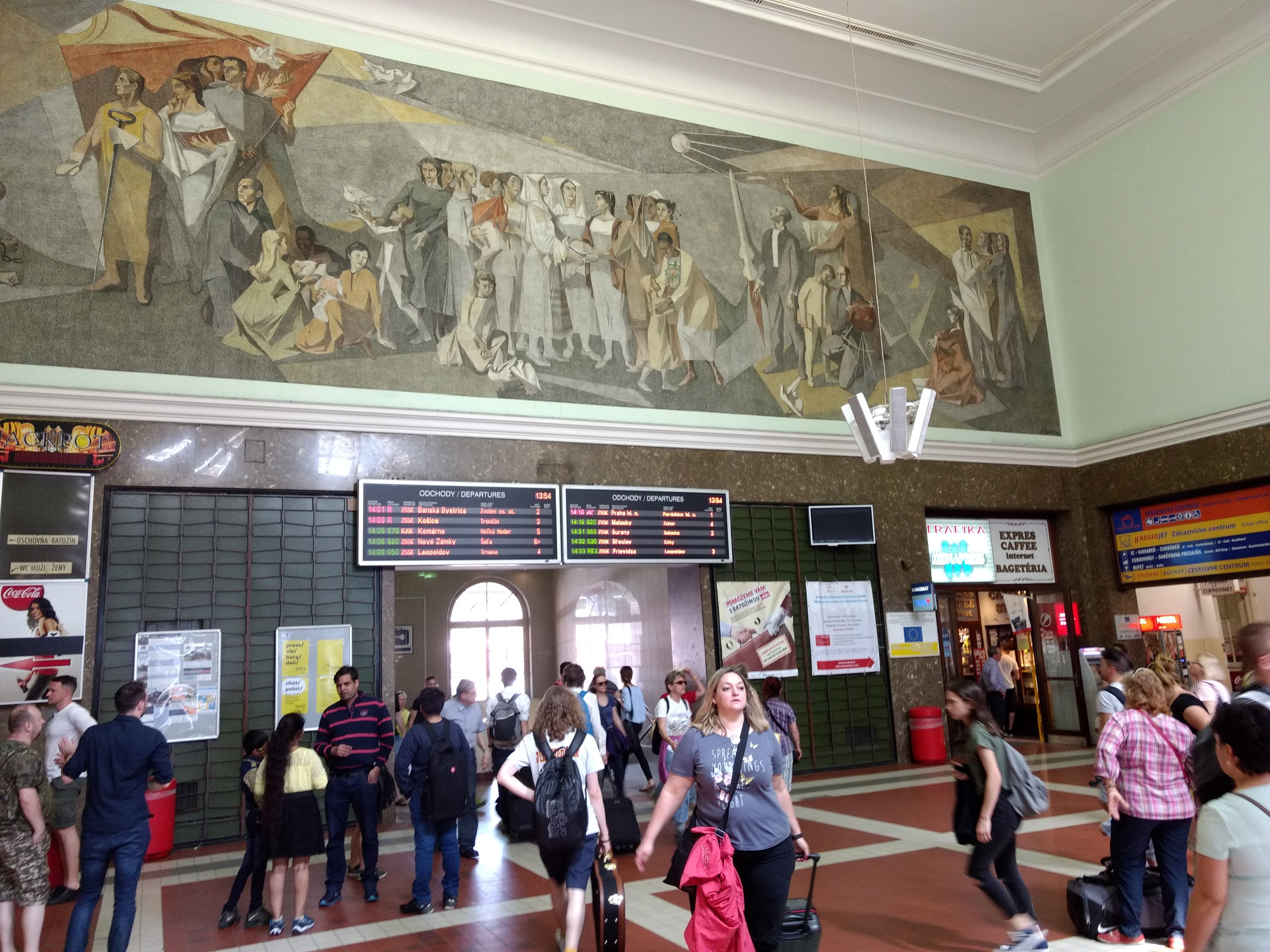
Freska ve vestibulu hlavního nádraží v Bratislavě